# Хмели-сунели
Хме́ли-суне́ли (груз. ხმელი სუნელი — сухая пряность) — ароматная приправа, состоящая из высушенных и мелко измельчённых пряностей. Традиционно используется на территории Закавказья, главным образом в грузинской кухне.
| Полный | Сокращённый |
| --- | --- |
| 1. Базилик 2. Семена кориандра (кинза) 3. Майоран 4. Укроп 5. Красный перец (острый) 2 % 6. Имеретинский шафран (Бархатцы) 0,1 % 7. Пажитник голубой (уцхо-сунели) 8. Сельдерей 9. Лавровый лист 10. Чабер садовый 11. Мята 12. Петрушка 13. Иссоп (синий зверобой) | 1. Базилик 2. Семена кориандра (кинза) 3. Майоран 4. Укроп 5. Красный перец (острый) 1—2 % 6. Имеретинский шафран (Бархатцы) 0,1 % 7. Пажитник голубой (уцхо-сунели) |

Основной, неизменный, базовый состав это голубой пажитник (уцхо-сунели) две части и по одной части семена кориандра и имеретинский шафран. Остальные ингредиенты добавляются из принципа «сколько кишлаков, столько и шашлыков». Это значит, что в каждой семье есть свой рецепт хмели-сунели «единственно верный, передаваемый веками из поколения в поколение».
Все компоненты берутся в равных долях, кроме красного перца и шафрана (1—2 и 0,1 % от общей массы хмели-сунели). Смесь должна иметь зеленоватый цвет.
Используется в грузинских блюдах, таких как харчо, чахохбили, сациви и многих других, в том числе для приготовления некоторых видов аджики.
Хранить в сухом прохладном месте, срок годности 1,5—2 года.